# Можарівська сільська рада
Можарівська сільська рада — колишня адміністративно-територіальна одиниця та орган місцевого самоврядування у Словечанському і Овруцькому районах Коростенської і Волинської округ, Київської й Житомирської областей Української РСР та України з адміністративним центром у с. Можари.

## Населені пункти
Сільській раді були підпорядковані населені пункти:
- с. Можари
- с. Верпа
- с. Червоносілка

## Населення
Кількість населення ради, станом на 1923 рік, становила 2 236 осіб, кількість дворів — 432.
Відповідно до результатів перепису населення СРСР, кількість населення ради, станом на 12 січня 1989 року, становила 1 608 осіб.
Станом на 5 грудня 2001 року, відповідно до перепису населення України, кількість мешканців сільської ради становила 1 259 осіб.

## Склад ради
Рада складалась з 16 депутатів та голови.

### Керівний склад сільської ради
| ПІБ                           | Основні відомості                                                                      | Дата обрання | Дата звільнення |
| ----------------------------- | -------------------------------------------------------------------------------------- | ------------ | --------------- |
| Левківський Михайло Йосипович | Сільський голова, 1951 року народження, освіта, безпартійний                           | 26.03.2006   | 31.10.2010      |
| Левківський Михайло Йосипович | Сільський голова, 1951 року народження, освіта вища, член Комуністичної партії України | 31.10.2010   |                 |

Примітка: таблиця складена за даними джерела

## Історія
Створена 1923 року в складі сіл Бокіївщина, Верпа, Можари та хутора Козулі Словечанської волості Овруцького повіту Волинської губернії. 21 жовтня 1925 року х. Козулі передано до складу новоствореної Возничівської сільської ради Словечанського району Коростенської округи.
Станом на 1 вересня 1946 року сільська рада входила до складу Словечанського району Житомирської області, на обліку в раді перебували села Бокіївщина, Верпа та Можари.
2 вересня 1954 року, відповідно до рішення Житомирського облвиконкому № 1087 «Про перечислення населених пунктів в межах районів Житомирської області», раді підпорядковано с. Червоносілка Тхоринської сільської ради, с. Бокіївщина передане до складу Словечанської сільської ради Словечанського району.
На 1 січня 1972 року сільська рада входила до складу Овруцького району Житомирської області, на обліку в раді перебували села Верпа, Можари та Червоносілка.
Знята з обліку 8 листопада 2017 року через об'єднання до складу Словечанської сільської територіальної громади Овруцького району Житомирської області.
Входила до складу Словечанського (7.03.1923 р.) та Овруцького (30.12.1962 р.) районів.